# 司馬泰
司马泰（3世紀？—299年），字子舒，司馬馗之子，彭城穆王司马权之弟。

## 生平
曹魏时为阳亭侯，补阳翟县令，迁扶风太守。晋武帝即位后，封陇西王，食邑三千二百户，拜游击将军。到地方任兗州刺史，加鹰扬将军。改任使持节、都督宁益二州诸军事、安西将军，领益州刺史，称病未去。转任安北将军，代替司马权督守鄴城。转任安西将军、都督关中事。
太康初年，入朝为散骑常侍、前将军，领鄴城门校尉，因病去职。后代替司马孚的儿子下邳王司马晃为尚书右仆射。又到地方任镇西将军，领护西戎校尉、假节，代扶风王司马骏都督关中军事，因病还京。永熙元年十月，接替石鉴为司空，领太子太保。杨骏被杀的时候，司马泰统领杨骏的军营，加侍中，晋惠帝补给他步兵二千五百人，战马五百匹。司马泰坚辞，乃给千兵百骑。
楚王司马玮被皇后贾南风收押，司马泰率兵将去救，祭酒丁绥劝谏：“公为宰相，不可轻动。且夜中仓卒，宜遣人参审定问。”司马泰听从了。司马玮被杀后，以司马泰录尚书事，迁太尉，守尚书令，改封高密王，食邑万户。元康九年六月戊戌日（299年7月17日）去世，追赠太傅，谥号文献。西晋的宗室王族，只有司马泰及下邳王司马晃有节俭之名。

## 家庭

### 夫人
- 河内杨氏，曹魏南阳郡太守杨俊孙女，尚书杨猗的姐妹，生司马越[5]

### 儿子
- 東海孝獻王司馬越
- 新蔡武哀王司马腾
- 高密孝王司马略[6]，又作司馬簡，嗣子，於永嘉三年三月戊申日（309年4月5日）薨
- 南陽王司馬模

### 孫子
- 司馬保，司馬模子，自立晉王

## 評價
- 《晉書》：「高密風監清遠，簡素寡欲，孝以承親，忠以奉上，方諸枝庶，實謂國楨。」「高密含和，宗室之望。」

## 延伸阅读
[在维基数据编辑]
 《晉書·卷037》，出自房玄齡《晉書》

| 前任： 無   | 晉朝隴西王 265年—296年 | 繼任： 無       |
| 前任： 無   | 晉朝高密王 296年—299年 | 繼任： 子司馬略 |
| 政府职务    |                        |                 |
| 前任： 衛瓘 | 西晉司空 290年－294年  | 繼任： 司馬晃   |